# Kim Anh (huyện)
Kim Anh là một huyện cũ thuộc tỉnh Vĩnh Phúc, sau là một huyện của tỉnh Vĩnh Phú.

## Địa lý
Huyện Kim Anh có vị trí địa lý:
- Phía bắc giáp huyện Đa Phúc
- Phía nam giáp huyện Đông Anh, thành phố Hà Nội (ranh giới là sông Cà Lồ)
- Phía đông giáp huyện Yên Phong, tỉnh Hà Bắc
- Phía tây giáp huyện Yên Lãng.

## Lịch sử
Từ ngày 5 tháng 7 năm 1977, 2 huyện Đa Phúc và Kim Anh hợp nhất thành huyện Sóc Sơn, khi ấy thuộc tỉnh Vĩnh Phú. Từ ngày 29 tháng 12 năm 1978, huyện Sóc Sơn chuyển về trực thuộc thành phố Hà Nội.

## Hành chính
Huyện Kim Anh có 17 đơn vị hành chính cấp xã trực thuộc, bao gồm thị trấn Xuân Hòa và 17 xã: Cao Minh, Đông Xuân, Hiền Ninh, Kim Hoa, Mai Đình, Minh Phú, Minh Trí, Nam Viêm, Ngọc Thanh, Phú Cường, Phù Lỗ, Phú Minh, Phúc Thắng, Quang Minh, Quang Tiến, Tân Dân, Thanh Xuân.